# Rok akademicki
Rok akademicki – jednostka miary czasu nauki i zajęć w szkołach wyższych, obejmująca w Polsce najczęściej okres od października do września. Rok akademicki składa się z dwóch semestrów – zimowego i letniego, które kończą się sesjami egzaminacyjnymi.